# Tölögön Kassymbek
Tölögön Kassymbek (kirgisisch Төлөгөн Касымбек, russisch Тологон Касымбеков Tologon Kassymbekow; auch Tölögön Kassymbekow, * 15. Januar 1931 in Ak-Dschol, Kirgisistan; † 16. Juni 2011 in Bischkek) war ein kirgisischer Schriftsteller und Publizist.

## Leben
Kassymbek wurde am 15. Januar 1931 im abgelegenen Dorf Ak-Dschol (Rajon Aksy, Oblus Dschalal-Abad) geboren. Nachdem er die Mittelschule beendet hatte, arbeitete er zwei Jahre als Grundschullehrer und als Sekretär des Dorfsowjets Ak-Dschol.
Im Jahre 1952 erschien in der Zeitschrift Sowjetisches Kirgisistan (Советский Кыргызстан) seine Erzählung Der kleine Hirte (Кичинекей жылкычы). Im Jahre 1957 schloss er sein Studium der Sprachwissenschaften an der Staatlichen Universität Kirgisistans ab. Im Jahre 1959 wurde er in den Schriftstellerverband der Sowjetunion aufgenommen. 1957 bis 1960 arbeitete er als Redakteur in einem kleinen Verlag. Von 1960 bis 1967 hatte er wechselnde, teils einflussreiche administrative Posten im Verlag der angesehenen literarischen Zeitschrift Ala-Too inne. Im Jahre 1967 wurde er ihr Chefredakteur. Im Jahre 1965 erschien seine erste Novelle Ich möchte ein Mensch sein (Хочу быть человеком).
Sein 1971 erschienener historischer Roman Das zerbrochene Schwert (Сынган кылыч) wird von vielen Kirgisen als Kasymbeks wichtigstes Werk betrachtet. Es wurde in der Folge in zahlreiche Sprachen übersetzt, 1980 erschien es in der Sowjetunion auf Englisch. Ab 1986 durfte er den Ehrentitel Volksschriftsteller der Kirgisischen SSR tragen.
Von 1973 bis 1990 war Kassymbek Chefredakteur im staatlichen Verlag der Kirgisischen Sozialistischen Sowjetrepublik. Von 1990 bis 1994 war er Abgeordneter im Parlament der jungen kirgisischen Republik. Dort führte er die parlamentarische Kommission für Bildung, Sprache, Kultur und Beziehungen zwischen den Ethnien. Darüber hinaus war er Vorsitzender des kirgisischen Schriftstellerverbandes. In den 1980er und 1990er Jahren spielte er eine wichtige Rolle in den Debatten über die Rolle der kirgisischen Sprache und der Entwicklung der kirgisischen Kultur. Dabei unterstützte er auch kirgisisch-nationalistische Hardliner. Seine Bücher wurden zu sowjetischen Zeiten ebenfalls beschuldigt, radikalen kirgisischen Nationalismus zu fördern.
Seine erste Auszeichnung erhielt er für seine Leistungen auf dem Feld der Literatur im Jahre 1970. Im Jahre 2007 wurde ihm der hohe Titel Held der kirgisischen Republik verliehen, außerdem ist er Träger des Manas-Ordens I. Klasse und der Dank-Medaille.
Nach seinem Tod im Jahre 2011 wurde Kassymbek im Ort Koi-Tasch, Rajon Alamüdün, Oblus Tschüi, beerdigt. Er hinterließ ein Werk bestehend aus vier Romanen, zahlreichen Novellen und Artikeln.